# Divo
Divo este un oraș din Coasta de Fildeș. Localitatea, reședință a regiunii Sud-Bandama, este deservită de un aeroport.